# 奥威尔斯合成
奥威尔斯合成（Auwers合成）是苯并呋喃与苯甲醛发生缩合、溴化生成2-溴-2-(α-溴苄基)苯并呋喃酮，然后经醇碱处理重排，转变为黄酮醇的反应。由卡爾·馮·奧威爾斯于1908年发现。
由于这个反应对反应物和产物的结构要求都比较高，并且反应物二溴化物比较难制备，产率也不是很高(70%)，因此它在有机合成中的应用并不十分广泛。一个应用的例子见下图：

## 反应机理
一个可能的机理如下图所示。氧原子上的孤对电子使溴离子离去，生成被氧原子稳定的碳正离子，然后氢氧根进攻，得到一个具有半缩酮结构的中间体。此中间体发生分子内E1cB反应，氢离子被夺去，接着氧负对不饱和酮进行麦克尔加成，新生成的烯醇负离子再将剩下的一个溴离子挤出去，得到最终产物。
当原料苯并呋喃环中的氧原子有间位的取代基（如甲基、甲氧基）时，产物不是黄酮醇，而是2-苯甲酰基苯并呋喃酮的衍生物。